# Afdeling bestuursrechtspraak van de Raad van State (Nederland)
De Afdeling bestuursrechtspraak van de Raad van State (ABRvS), ook wel kortweg Afdeling genoemd is de hoogste algemene bestuursrechter in Nederland. De andere afdeling, de Afdeling advisering van de Raad van State, adviseert over wetgeving.

## Achtergrond
De Afdeling doet uitspraak over geschillen tussen burgers en overheid en tussen overheden onderling. Als een belanghebbende het niet eens is met een besluit van een bestuursorgaan (zoals een gemeente, provincie, waterschap of minister) kan hij of zij in beroep gaan bij de Afdeling bestuursrechtspraak van de Raad van State. Meestal gaat het om onderwerpen op het gebied van het milieu of de ruimtelijke ordening, waar de belanghebbende zijn belangen geschaad acht.
In dit soort procedures is meestal eerst een ontwerpbesluit bekendgemaakt. Een belanghebbende kan in geval van ontwerpbesluiten in beginsel alleen ontvankelijk in beroep bij de Raad van State als hij of zij eerder een zienswijze heeft ingediend over het ontwerpbesluit. Het bestuursorgaan gaat bij het definitieve besluit in op de ingediende zienswijzen. Indien de belanghebbende zich nog steeds in zijn belangen aangetast acht, kan hij of zij in beroep tegen de vaststelling van het ontwerpbesluit bij de Afdeling. Ook kan een burger een geschil hebben over andere beslissingen of maatregelen van een overheid, zoals bouwzaken, subsidies, kapvergunningen of vreemdelingenzaken. Dan moet een burger eerst in beroep gaan bij een rechtbank. Nadat de rechtbank uitspraak heeft gedaan kunnen zowel de burger als het overheidsorgaan in hoger beroep gaan bij de Afdeling bestuursrechtspraak van de Raad van State. De Afdeling doet ook uitspraak over een aantal bijzondere wetten van publiekrecht, waaronder de Kieswet en een aantal onderwijswetten.
Tegen een uitspraak van de Afdeling is in Nederland geen verder beroep mogelijk, maar burgers kunnen zich nog wel wenden tot het Europees Hof voor de Rechten van de Mens als zij menen dat hun rechten onder het Europees Verdrag voor de Rechten van de Mens zijn geschonden. Tijdens een procedure kan de Afdeling ook prejudiciële vragen stellen aan het Europees Hof van Justitie om bepaalde vragen van Unierecht te beantwoorden; in sommige gevallen is de Afdeling daar als hoogste rechter ook toe verplicht. Het is echter niet mogelijk om bij het EU-hof beroep in te stellen na afloop van een procedure. Wel kan deze ingevolge artikel 8:119, eerste lid, van de Algemene wet bestuursrecht eventueel om herziening van een door haar gegeven uitspraak worden verzocht. Dit wordt echter in geen geval inhoudelijk behandeld vóórdat door of namens de indiener van het verzoek om herziening aan de griffier van de Raad van State een griffierecht is betaald. Uitspraken van de Afdeling waarbij verzoeken om herziening werden ingewilligd zijn zeldzaam, aangezien aan de toepassing van dit buitengewoon rechtsmiddel, gelet op de redactie van het artikel, zeer zware voorwaarden worden gesteld.

## Leden
Leden (Staatsraden) van de Afdeling bestuursrechtspraak dienen sinds de wetswijziging van 1 september 2010 meester in de rechten te zijn (artt. 2 lid 4 jo. 12 lid 1 van de Wet op de Raad van State), maar hier kan in bijzondere gevallen van afgeweken worden (ex artt. 2 lid 6 jo. 12 lid 3 Wet RvS). Dit zijn strengere voorwaarden dan de eerder geldende wet, maar beduidend minder streng dan de benoembaarheidseisen van rechters die hun ambt in de gewone rechterlijke macht (de Rechtspraak) uitoefenen.

### Voorzitters
De volgende personen zijn sinds de oprichting van de Afdeling bestuursrechtspraak (toen nog Afdeling rechtspraak geheten) in 1976 voorzitter geweest:
| Ambtsperiode                              | Naam                 |
| ----------------------------------------- | -------------------- |
| 1976–1982                                 | J. van der Hoeven    |
| 1982–1984                                 | M. Troostwijk        |
| 1984–1990                                 | P.J.G. Kapteyn       |
| 1990–1994                                 | P.J. Boukema         |
| Hernoemd tot Afdeling bestuursrechtspraak |                      |
| 1994–2000                                 | P.J. Boukema         |
| 2000–2003                                 | P. van Dijk          |
| 2003–2006                                 | E.M.H. Hirsch Ballin |
| 2006–2010                                 | P. van Dijk          |
| 2010–2017                                 | J.E.M. Polak         |
| 2017–2024                                 | B.J. van Ettekoven   |
| 2024-heden                                | R. Uylenburg         |

Leden:
Koning der Nederlanden · 
Th.C. de Graaf (vice-president) · 
R. Uylenburg (voorzitter ABRvS) · 
J.E.M. Polak · 
H.G. Sevenster ·  
L.F.M. Verhey ·  
B.P. Vermeulen 

Staatsraden: 
C.H.M. van Altena ·
T. Avedissian* ·
H.J.M. Baldinger · 
A.W.M. Bijloos · 
J.C. Boeree* ·
C.J. Borman ·
J.H. van Breda ·
B.J. Bruins ·
K.M. Buitenweg ·
W.D. Bult-Spiering ·  
E.J. Daalder ·
J.Th. Drop · 
V.V. Essenburg · 
B.J. van Ettekoven · 
M.W.C. Feteris* ·
J.J.W.P. van Gastel · 
F.H.G. de Grave · 
J.W. van de Gronden* ·
G. de Groot* ·
J.F. de Groot · 
J. Gundelach ·
G.J.J. Heerma van Voss ·
S.J.C. Hemels · 
M. den Heijer · 
J. Hoekstra · 
G.J.H. Houtzagers · 
G.T.J.M. Jurgens ·
M.M. Kaajan · 
P.H.A Knol · 
R.W.L. Koopmans* · 
A. Kuijer · 
C.C.W. Lange ·
B. Meijer ·
E.A. Minderhoud ·
A.J.C. de Moor-van Vugt ·
J.M.L. Niederer ·
A.G.A. Nijmeijer* ·
W. den Ouden · 
J.C.A. de Poorter · 
B.P.M. van Ravels · 
J. Schipper-Spanninga ·  
J.A.W. Scholten-Hinloopen ·
C.H. Sieburgh* ·
N.J. Schrijver ·
Th.G.M. Simons* · 
G. Snijders* ·
M. Soffers · 
G. Snijders* · 
E. Steendijk ·
A.L.J. van Strien* · 
R.J.M. van den Tweel ·
A. ten Veen · 
G.O. van Veldhuizen ·
H.C.P. Venema ·
D.A. Verburg ·
N. Verheij · 
M.B. Vos ·
P.J. Wattel* ·
R.J.G.M. Widdershoven* ·
J.M. Willems · 
C.M. Wissels · 
S.F.M. Wortmann · 
R. van Zwol 
(*staatsraad in buitengewone dienst)

Staatsraad van het Koninkrijk:
M.G.M. Schwengle (Aruba) · P.R.J. Comenencia (Curaçao) · M.C. van der Sluijs-Plantz (Sint Maarten)